# Athus
Athus (în luxemburgheză Attem, în germană Athem, în valonă Atu) este o localitate și o secțiune a orașului belgian Aubange. Se află în Regiunea Valonă, în provincia Luxemburg, în Țara Arlonului. Limba vorbită este franceza, iar limba tradițională este luxemburgheza (care este însă din ce în ce mai puțin folosită).
Athus are particularitatea de a fi situată de-a lungul a două frontiere belgiene: cea cu Marele Ducat de Luxemburg și cea cu Franța. Tripunctul transfrontalier se află la sud-estul localității, învecinându-se cu Rodange (cantonul Esch-sur-Alzette, Marele Ducat de Luxemburg) și Mont-Saint-Martin (departamentul Meurthe-et-Moselle, Franța).
A fost o comună de sine stătătoare între 1878 (când s-a separat de Aubange) și fuziunea comunelor din 1977 (dată la care a fost reintegrată în Aubange).
Athus a cunoscut o dezvoltare importantă datorită activității metalurgice și siderurgice, în special începând cu secolul al XVIII-lea, și a fost odinioară renumită pentru uzina sa siderurgică, care și-a închis porțile în 1977, în contextul declinului industriei siderurgice din întreaga regiune.
La 1 ianuarie 2024, localitatea număra 8.244 de locuitori și este, din acest punct de vedere, cea mai populată dintre entitățile orașului Aubange (reprezentând aproape jumătate din populația acestuia). Athus formează un continuum urban cu Aubange, Longeau și Guerlange, ridicând populația totală a acestei zone la aproximativ 13.000 de locuitori. În plus, Athus este integrată în centrul unei aglomerații urbane transfrontaliere de aproximativ 130.000 de locuitori în jurul bulevardului Europei: aglomerația transfrontalieră a Polului European de Dezvoltare, din care face parte alături de Longwy, Differdange și Pétange. Această aglomerație își trage numele de la spațiul economic și industrial transfrontalier: Polul European de Dezvoltare, care se întinde de-a lungul întregii părți sudice a localității.

## Geografie

### Localizare
Athus este situată în extremitatea sudică a Belgiei, mai precis în Țara Arlonului, și face parte din Lorena belgiană. Teritoriul său se întinde pe 578 de hectare, dacă luăm în considerare limitele fostei comune Athus dinaintea fuziunii din 1977 (care cuprindea doar localitatea propriu-zisă). Altitudinea medie este de 280 de metri în fața bisericii. Totuși, există o diferență de nivel maximă de 100 de metri între cel mai înalt punct și cel mai jos (la nivelul râului Chiers).
Localitatea are o poziție geografică (și economică) deosebită, fiind situată la limita sudică a teritoriului belgian, delimitată la est de frontiera cu Luxemburg și la sud de cea cu Franța. La intersecția acestor trei frontiere se află tripunctul Belgia–Franța–Luxemburg, în zona bulevardului Europei.

### Comune limitrofe
| Meix-le-Tige    | Messancy                   | Guerlange Longeau   |
| Aubange         |                            | Pétange (Luxemburg) |
| Longwy (Franța) | Mont-Saint-Martin (Franța) | Rodange (Luxemburg) |

### Secțiunea Athus
Actuala secțiune Athus este alcătuită din trei localități:
- Athus
- Guerlange
- Noedelange (cătun)

Cu 7.646 de locuitori (la 31 ianuarie 2012), este cea mai populată dintre cele patru secțiuni ale orașului Aubange. Este, de asemenea, a doua ca suprafață, după Halanzy.
În Belgia, o secțiune este definită în mod normal prin limitele fostelor comune dinaintea fuziunii din 1977. La acea dată, cele patru (foste) comune Athus, Aubange, Halanzy și Rachecourt au format „noua” (și actuala) comună Aubange, iar teritoriile lor anterioare au devenit teoretic secțiunile actuale. Totuși, în timpul fuziunii, satul Guerlange și cătunul Noedelange au părăsit comuna Messancy pentru a fi alipite comunei Aubange, dar nefiind foste comune de sine stătătoare, nu au devenit secțiuni propriu-zise și au fost astfel atașate secțiunii Athus.
Prin urmare, actuala secțiune Athus este mai întinsă decât fosta comună Athus de dinainte de 1977.

### Geologie
Lorena belgiană, din care face parte și Athus, este singura regiune geologică din Belgia aparținând Jurasicului (Era secundară). Ea este situată între a doua și a treia cuesta a Lorenelor: cuesta charmouthiană la nord și cuesta bajociană la sud, aceasta din urmă marcând frontiera dintre Franța și Belgia.
Solurile din împrejurimi sunt compuse în principal din gresii moi și calcare gresifere, feruginoase sau nu, care formează creasta cuestei[5]. O cantitate importantă de fier este prezentă în calcare și calcarele gresifere, conferind solurilor o culoare brun-roșiatică specifică și permițând dezvoltarea activității metalurgice în regiune. La doar câteva sute de metri distanță, în Marele Ducat de Luxemburg, regiunea poartă de altfel numele de Ținutul Pământurilor Roșii (franceză Terres Rouges).

### Cursuri de apă

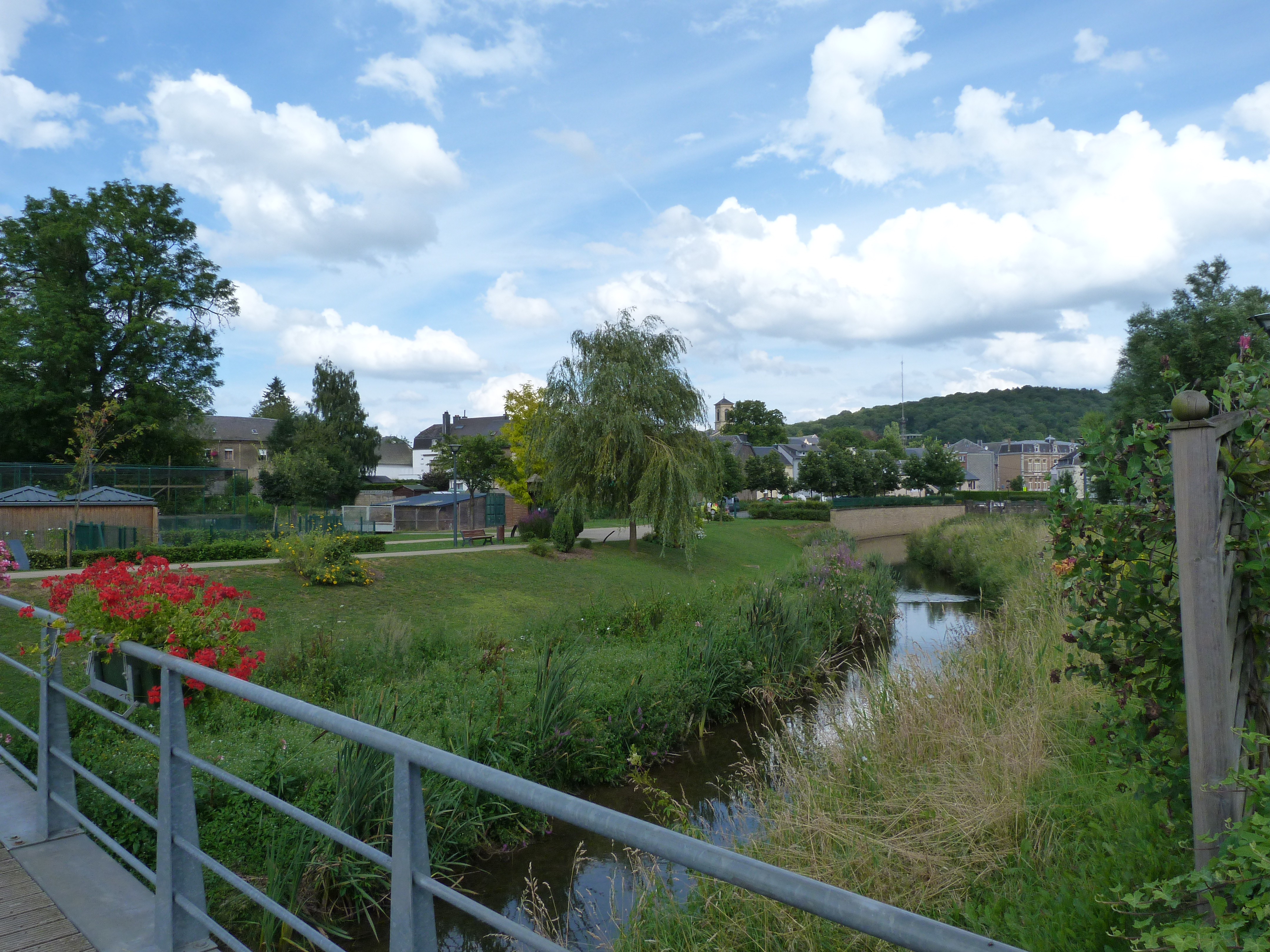
Messancy văzută din parcul zoologic.

Athus este traversată de pârâul Messancy, care se varsă în râul Chiers (numit în luxemburgheză Kuer); acesta din urmă străbate o mică parte din sudul localității. Confluența lor a fost transformată într-o mică ecluză la sfârșitul secolului al XVIII-lea, odată cu înființarea uzinei siderurgice, pentru a capta apa necesară alimentării sistemelor de răcire ale acesteia. În acel punct, Messancy are un debit de patru ori mai mare decât Chiers. Ambele râuri sunt afluenți ai Meuse. Niciunul dintre ele nu este navigabil în această zonă. O sursă de apă se află chiar înainte de confluența celor două râuri. Aceasta formează un iaz de 0,51 ha pe strada Floréal, unde se poate practica pescuitul.

### Climă
Athus beneficiază de un climat temperat de tip subatlantic. Aceasta înseamnă că iernile sunt, în general, blânde, verile relativ răcoroase (toate acestea în raport cu climatul global), iar cantitatea totală de precipitații este ridicată.
Mai jos este prezentat un tabel cu temperaturile maxime și minime medii la umbră, în grade Celsius, precum și cantitatea medie de precipitații (ploaie, zăpadă etc.) în milimetri, toate calculate în medie din anul 1984 în regiunea Athus (sud-estul provinciei Luxemburg).
| Lună                          | Ian  | Feb  | Mar  | Apr  | Mai  | Iun  | Iul  | Aug  | Sep  | Oct  | Nov | Dec  | Anual |
| ----------------------------- | ---- | ---- | ---- | ---- | ---- | ---- | ---- | ---- | ---- | ---- | --- | ---- | ----- |
| Temperatură maximă medie (°C) | 2,7  | 4,6  | 7,9  | 12,8 | 16,8 | 20,1 | 21,7 | 21,1 | 18,5 | 12,7 | 6,8 | 3,2  | 12,4  |
| Temperatură minimă medie (°C) | −2,8 | −1,9 | −0,2 | 3,3  | 6,6  | 10,0 | 11,6 | 11,4 | 8,6  | 4,5  | 1,3 | −1,6 | 4,2   |
| Precipitații medii (mm)       | 93   | 72   | 70   | 68   | 77   | 79   | 80   | 76   | 75   | 87   | 95  | 102  | 81    |

## Toponimie
Primele denumiri ale localității Athus sunt de origine francă (deci germanică): Athem. Sufixul -hem provine din francicul -heim. Apartenența localității Athus la Sfântul Imperiu Roman de Națiune Germană a făcut ca, spre deosebire de localitățile învecinate, acest sufix să se păstreze și să nu fie înlocuit cu -court, așa cum s-a întâmplat, de exemplu, cu Battincourt (al cărui nume original era Beethem), localitate care a trecut sub autoritatea Regatului Franței și nu a Imperiului (vezi secțiunea Istorie). Se cunosc de asemenea două alte denumiri pentru Athus din perioada în care satul era împărțit între partea sa superioară și partea sa inferioară, acestea fiind numite respectiv „Obenathem” (Athus de sus) și „Niederathem” (Athus de jos). Athem este, așadar, forma de scriere cea mai veche. Ulterior, au apărut mai multe forme romanice, precum Attus în 1259, Athue în 1301, iar mai târziu Atthu în 1677 sau Atus în 1777.
Pronunția corectă presupune omisiunea literei „s” de la sfârșit.

## Istorie

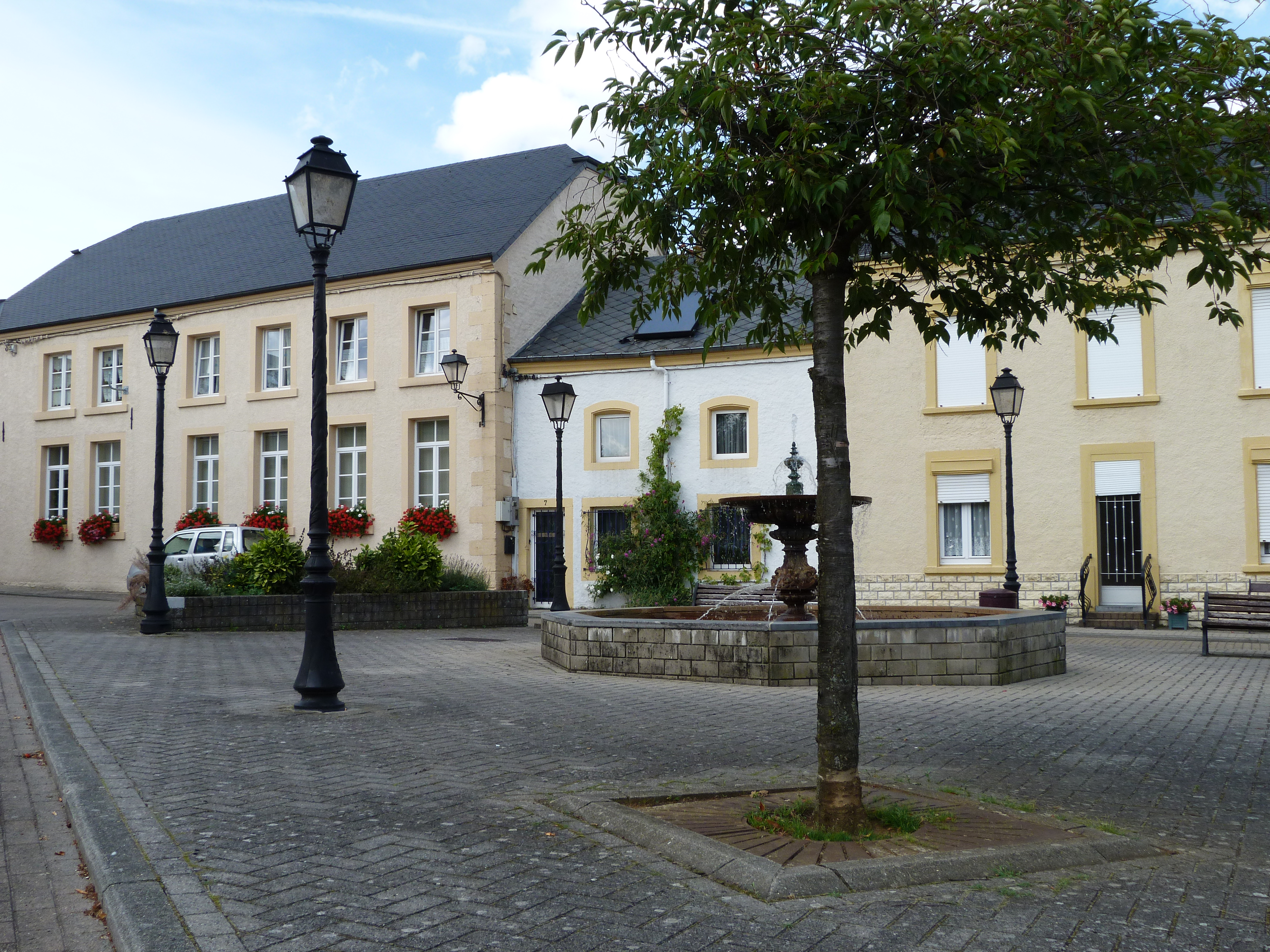
„Cartierul Pesch” este unul dintre cele mai vechi cartiere din Athus.

### Origini și perioada romană
Originile localității Athus sunt subiect de dezbatere, existând trei ipoteze: origini celtice, romane sau germanice. Totuși, se pare că cea mai corectă este cea din urmă. Într-adevăr, data fondării primului cătun este plasată în perioada invaziei romane, probabil între anii 54 și 53 î.Hr., iar celții au trăit și ei în regiune, însă nu în Athus. Urme ale acestora au fost descoperite în cătunele învecinate Guerlange și Clemency, prin găsirea mai multor morminte și datorită toponimiei unor locuri. Însă primii locuitori ai Athusului nu au fost nici celți, nici romani, ci membri ai tribului germanic al Ubiilor, cărora Iulius Cezar le-a permis să se stabilească pe malul drept al Rinului, în momentul traversării sale. În acea perioadă, vechea fortăreață celtică Titelberg (în actualul Mare Ducat de Luxemburg) tocmai fusese restaurată de romani, iar unii dintre coloniștii germani, căutând protecția ocupantului, s-au stabilit la poalele acesteia, devenită tabără romană, construindu-și acolo fermele. Astfel a luat naștere așezarea Athus. La acea vreme, aceasta era alcătuită exclusiv din agricultori germani care asigurau aprovizionarea locuitorilor Titelbergului. Prima denumire cunoscută de loc a fost ferma Am Tumeltgen, situată la intersecția actualelor străzi Grand-Rue și Rue Houillon.
Athus ar fi, așadar, de origine germanică și nu romană, așa cum prezența tumulului (monument funerar datând din perioada 600–450 î.Hr.) de pe Rue de Rodange ar putea sugera.

### Perioada francă

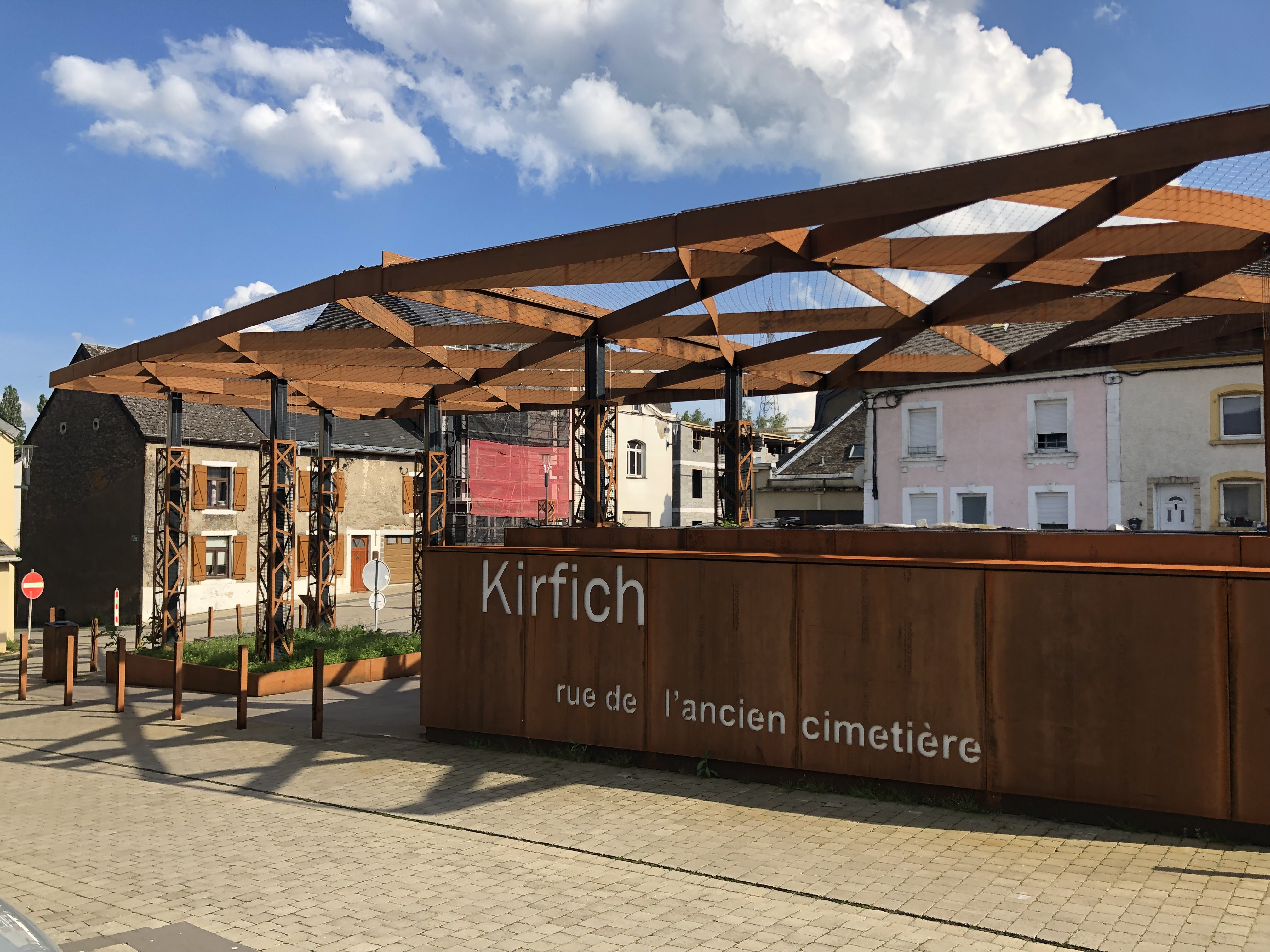
Locul numit Kirfich, unde a fost amenajat un cimitir în jurul secolului al XIV-lea, se află în locul actualei Place Verte, reamenajată în 2024.

În secolul al IV-lea încep invaziile barbare și declinul Imperiului Roman de Apus. În jurul anului 459, francii, coborâți din regiunea Eifel, îi alungă pe romani și se stabilesc în mai multe regiuni, inclusiv în cea a actualului Luxemburg. Odată cu ei, creștinismul, venit din Trier, se răspândește în rândul populațiilor cucerite, înlocuind religiile Romei Antice și cele ale popoarelor germanice. Astfel, prima biserică din regiune va fi construită în anul 631 în localitatea vecină Mont-Saint-Martin, sub domnia regelui merovingian Dagobert I.
Athus face atunci parte din regatul Austrasiei, iar în anul 751 este integrată în regatul franc sub domnia lui Pepin cel Scurt, apoi sub Carol cel Mare, care creează propriul imperiu: Imperiul Carolingian. La moartea acestuia (28 ianuarie 814), vastul său teritoriu este împărțit în trei părți între nepoții săi (prin Tratatul de la Verdun). Athus devine parte a uneia dintre aceste entități: Lotharingia (care rămâne un regat franc), creată în 855. Athus aparține castelanatului Longwy și senioriei Rodange. Lotharingia este divizată în 959 în Ducatul Lotharingiei Inferioare și Ducatul Lotharingiei Superioare, în care se află atunci și Athus.
Satul ajunge sub stăpânirea comitatului Luxemburg (care făcea în continuare parte din Ducatul Lotharingiei Superioare) odată cu întemeierea acestuia în anul 963, când Siegfried de Luxemburg achiziționează ruinele unei vechi fortărețe romane numită Castellum Lucilinburhuc, ce va deveni cetatea Luxemburgului, cu un rol regional major.

### Perioada lorenă

Athus a făcut istoric parte din Lorena, cel puțin din partea belgiană a acesteia, și nu din Gaume.

În anul 1047, Ducatul Lotharingiei Superioare își schimbă denumirea și devine ducatul Lorenei, care este el însuși un stat al Sfântului Imperiu Roman de Națiune Germană. În anul 1264, Athus este împărțit în două de către contele Henric al II-lea de Luxemburg, care cedează o parte a satului său ducelui de Lorena de atunci, Ferry al III-lea. Astfel apar Niederathem (Athus de Jos) și Obenathem (Athus de Sus), dar în esență această scindare nu schimbă mare lucru, deoarece ambele părți ale satului aparțin în continuare aceluiași imperiu (Sfântul Imperiu Roman), aceluiași ducat (Lorena), doar comitatul diferă. Athus va fi „reunificat” fizic abia în anul 1830, odată cu construcția Grand-Rue (în română Strada Mare).
Satul nu se extinde prea mult și rămâne un cătun agricol. Se notează înființarea unui cimitir între anii 1360 și 1400 în locul numit Kirfich, în jurul căruia începe să se formeze o populație rezidentă, nu doar în ferme izolate, ci și în colibe adunate laolaltă. În jurul anului 1500, Athus intră sub tutela seniorilor din Noedelange și asistă la ridicarea unei capele lângă cimitir (astăzi Place Verte). Se înregistrează existența a 3 ferme, 1 moară și 70 de locuitori. În anul 1554, o epidemie de ciumă lovește satul.

### Perioada franceză

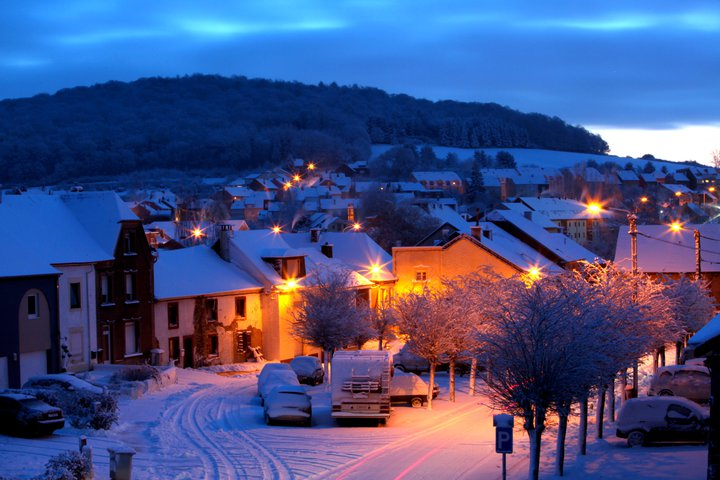
Prima clădire religioasă din Athus a fost o capelă situată în Place Verte, vizibilă aici sub zăpadă, în zorii unei dimineți din 2010.

În anul 1632, în plin Război de Treizeci de Ani, regatul vecin — Franța lui Ludovic al XIII-lea — invadează Sfântul Imperiu Roman de Națiune Germană și ducatul Lorena, ocupând fortificații strategice pentru a-și asigura căile de legătură cu aliații săi și pentru a slăbi Imperiul condus de familia Habsburg. În acest scop, Longwy (castelania de care aparținea Athus) este cucerită în 1646, sub ordinele lui Henri de La Ferté-Senneterre. Teoretic, Lorena și Athus rămân un ducat al Imperiului, dar în fapt sunt ocupate de francezi până la sfârșitul anilor 1670.
Prin Tratatul de la Nijmegen, semnat la 10 august 1678, Longwy — și, implicit, Athus — sunt cedate oficial Franței lui Ludovic al XIV-lea de către Carol al V-lea de Lorena. Ulterior, până la convenția din 16 mai 1769, Athus devine un sat al Barrois, atașat baillage-ului (judecătoriei) din Villers-la-Montagne.
Războiul și epidemiile devastează satul: în 1636, Athus este părăsit, nu mai locuiește nimeni acolo până în 1648, când populația începe să revină treptat (în anul următor se numără doar 3 locuitori...) Apoi, în 1664, vocația localității Athus începe să se schimbe încetul cu încetul, trecând de la agricultură la metalurgie, ceea ce duce, o dată pentru totdeauna, la repopularea cătunului. Într-adevăr, un anume François Thomassin, prevotul de Arrancy, instalează un furnal de-a lungul râului Messancy, în apropierea actualului loc numit Brüll, pentru a alimenta cu fontă forja din Herserange, pe care tocmai o cumpărase.
La 21 ianuarie 1718, tratatul de la Paris încheiat între Filip de Orléans și cumnatul său, ducele de Lorena și de Bar, Leopold I, cedează întreaga prepozitură a Longwy-ului, deci și Athus, Lorenei (cu excepția cetății și a orașului fortificat de Vauban, Longwy propriu-zis). Dar aceasta este o situație de scurtă durată, căci în 1738, tratatul de la Viena readuce Lorena, sub domnia lui Francisc al III-lea, în cadrul Regatului Franței, sub Ludovic al XV-lea. În 1769, satul este cedat din nou ducatului Luxemburg, pe atunci dependent de Țările de Jos Austriece, și se regăsește iarăși sub dominația Habsburgilor.
Între timp, în 1751, forjele din Herserange, și deci și furnalul din Athus, sunt cumpărate de familia d’Huart, care va avea ulterior un rol important în crearea uzinei din Athus. Începând din acești ani, furnalul va fi extins, iar populația va începe să crească rapid. În 1769, se numără 50 de gospodării în cele două părți ale localității Athus, iar în 1786 sunt deja recenzate 75 de case cu un total de 313 locuitori.
După Revoluția franceză din 1789, trupele revoluționare pornesc războaiele revoluției și anexează Țările de Jos Austriece la Prima Republică încă din 1795. Ele organizează teritoriul în departamente, arondismente, cantoane, apoi în comune.
Athus ține atunci de comuna Aubange, situată în cantonul Messancy, care face parte la rândul său din arondismentul Luxemburg, unul dintre cele patru care compun departamentul Forêts. Din punct de vedere religios, satul face parte din dieceza de Metz și din decanatul Messancy. Se separă de parohia Aubange în 1808, iar Croat Victor devine primul paroh al Athusului.
În 1804, Republica devine Primul Imperiu, după proclamarea lui Napoleon Bonaparte ca Împărat al francezilor.

### Perioada luxemburgheză
După înfrângerile Franței în timpul campaniei din Germania, marile puteri se reunesc la Congresul de la Viena pentru a decide soarta fostelor teritorii anexate de Primul Imperiu. Dorind să dispună de un bastion împotriva eventualelor noi ambiții expansioniste ale Franței, acestea hotărăsc să creeze un nou stat „tampon” între noul regat al Franței și Prusia. Astfel, la 15 martie 1815, ia naștere Regatul Unit al Țărilor de Jos, avându-l ca suveran pe Wilhelm I din casa de Orange-Nassau. În sudul acestui nou stat, Wilhelm primește teritorii cu titlu personal în schimbul cedării către Prusia a principatelor Orange-Nassau, situate lângă Koblenz. Aceste noi posesiuni sunt reunite sub forma unui mare ducat: Marele Ducat al Luxemburgului, care devine totodată stat membru al noii Confederații Germane. Athus face atunci parte din acest nou teritoriu.
Wilhelm I devine astfel mare duce al Luxemburgului și rege al Țărilor de Jos, cele două teritorii formând o uniune personală, însă el administrează Luxemburgul ca pe a optsprezecea provincie a regatului său. Într-adevăr, el reorganizează teritoriul, în special în 1823, când modifică împărțirea vechilor cantoane franceze și creează noi arondismente administrative, printre care și arondismentul administrativ Arlon, de care aparține Athus. În același an, Athus este atașat diecezei de Namur, iar satul numără 453 de locuitori.
În 1827 este înființată prima școală. Trei ani mai târziu, se construiește Grand-Rue, care leagă fizic, o dată pentru totdeauna, „Niederathem” și „Obenathem”, formând astfel un sat mare. În 1833 este ridicată actuala biserică Saint-Étienne (șantierul începuse cu patru ani mai devreme), însă aceasta nu are încă turnul-clopotniță (care va fi instalat în 1863).

#### Chestiunea și scindarea Luxemburgului
După revoluția belgiană, la care s-au raliat mulți luxemburghezi, cele opt provincii sudice ale Regatului Unit al Țărilor de Jos declară „independența poporului belgian, cu excepția relațiilor Luxemburgului cu Confederația Germanică”, dar profită de ocazie pentru a anexa unilateral Marele Ducat de Luxemburg noului stat belgian, deschizând astfel ceea ce a fost numit „chestiunea Luxemburgului”. Aceasta nu va fi rezolvată decât odată cu semnarea Tratatului celor XXIV de articole, la 19 aprilie 1839, care consfințește scindarea Luxemburgului, în baza unui tratat semnat cu ocazia Conferinței de la Londra cu opt ani mai devreme – Tratatul celor XXVII de articole –, dar care nu fusese niciodată aplicat. Articolul 2 al acestui tratat definește clar noua frontieră dintre Belgia și Luxemburg:
„În Marele Ducat de Luxemburg, limitele teritoriului belgian vor fi cele descrise mai jos:

Începând de la frontiera cu Franța, între Rodange, care va rămâne în Marele Ducat de Luxemburg, și Athus, care va aparține Belgiei, va fi trasată, conform hărții anexate, o linie care, lăsând Belgiei șoseaua de la Arlon la Longwy, orașul Arlon cu suburbiile sale și drumul de la Arlon la Bastogne, va trece între Messancy, care va fi pe teritoriul belgian, și Clémency, care va rămâne în Marele Ducat de Luxemburg, pentru a ajunge la Steinfort, care va rămâne, de asemenea, în Marele Ducat. (...)”
Marele Ducat este, de fapt, împărțit în două părți în funcție de criterii lingvistice: „cartierul valon”, de limbă romanică (ardeneză, gaumeză, lorenă, valonă etc.), este atribuit Belgiei, în timp ce teritoriile de limbă germanică (luxemburgheză, germana, francica etc.) au rămas ducale, cu excepția Ținutului Arlon, din care face parte și Athus și care, deși de idiom luxemburghez, a fost și el atribuit Belgiei. Motivul este unul politic și strategic: la semnarea primului tratat de la Londra, ambasadorul plenipotențiar al regelui francez, Charles-Maurice de Talleyrand-Périgord, a insistat ca drumul care face legătura între Metz și Liège, trecând prin Thionville, Longwy, Arlon, Martelange și Bastogne (o parte din acest traseu devenind actualele drumuri naționale N883, care traversează Aubange, N81 și N4), să fie atribuit Belgiei, împreună cu satele din apropiere. Scopul era de a-l scoate de sub influența Confederației Germanice, din care Marele Ducat al Luxemburgului continua să facă parte ca stat membru.
A fost nevoie să se ajungă la tratatul de la Maastricht din 1843 pentru ca granița dintre Belgia și Luxemburg să fie trasată cu precizie și pentru ca cele 507 borne, dintre care 287 din fontă, să fie instalate. Primele două borne se află la tripunctul Belgia–Franța–Luxemburg, de o parte și de alta a râului Chiers, la sud de Athus, și poartă ambele numărul 1.

### Perioada belgiană
Stabilitatea politică a noului Regat belgian și începutul revoluției industriale în Europa vor permite dezvoltarea localității Athus în jurul activității legate de fier. În 1840, se începe extracția minereului aluvionar din pădure, pe o suprafață de 8 ha, în locurile numite Hertschlberg și Langfeldt, pentru alimentarea furnalului.
Calea ferată ajunge în 1862 odată cu construcția liniei 167 între Athus și Arlon. Gara din Athus va fi edificată în același an de Grande compagnie du Luxembourg. Pentru aceasta, cursul râului din apropiere, Messancy, va fi deviat cu câțiva metri prin tunelul cunoscut astăzi sub numele de „Pont noir”. Gara va fi conectată la Longwy un an mai târziu și la Rodange în 1874 (linia 171). În 1877, linia va fi prelungită până la Signeulx, apoi treptat spre Virton și Bertrix, creând celebra linie 165, denumită „Athus - Meuse”. O trecere la nivel va fi amenajată în Grand Rue pentru a merge spre Aubange în 1860. Aceasta a fost înlocuită în 1938 de podul actual, care nu mai este în linie dreaptă ca prelungire a Grand Rue, așa cum era trecerea la nivel, și care a dat naștere străzii rue de la Jonction (de unde și numele). Un pasaj pentru pietoni va fi construit, mai întâi din metal și lemn, apoi pentru prima dată din beton (în 1960), urmat de unul nou, actualul, tot din beton, instalat la sfârșitul anilor 1990.
În 1872, un decret regal autorizează formarea unui corp de pompieri voluntari pentru a acoperi orașul, precum și localitățile Aubange și Longeau. Acesta este condus de locotenentul Joseph Michaelis și este compus din două pompe acționate manual. (Acest corp de pompieri va fi dizolvat în 1906 și apoi reînființat sub forma actuală în 1937).

### 1878–1977: epoca de aur și siderurgia

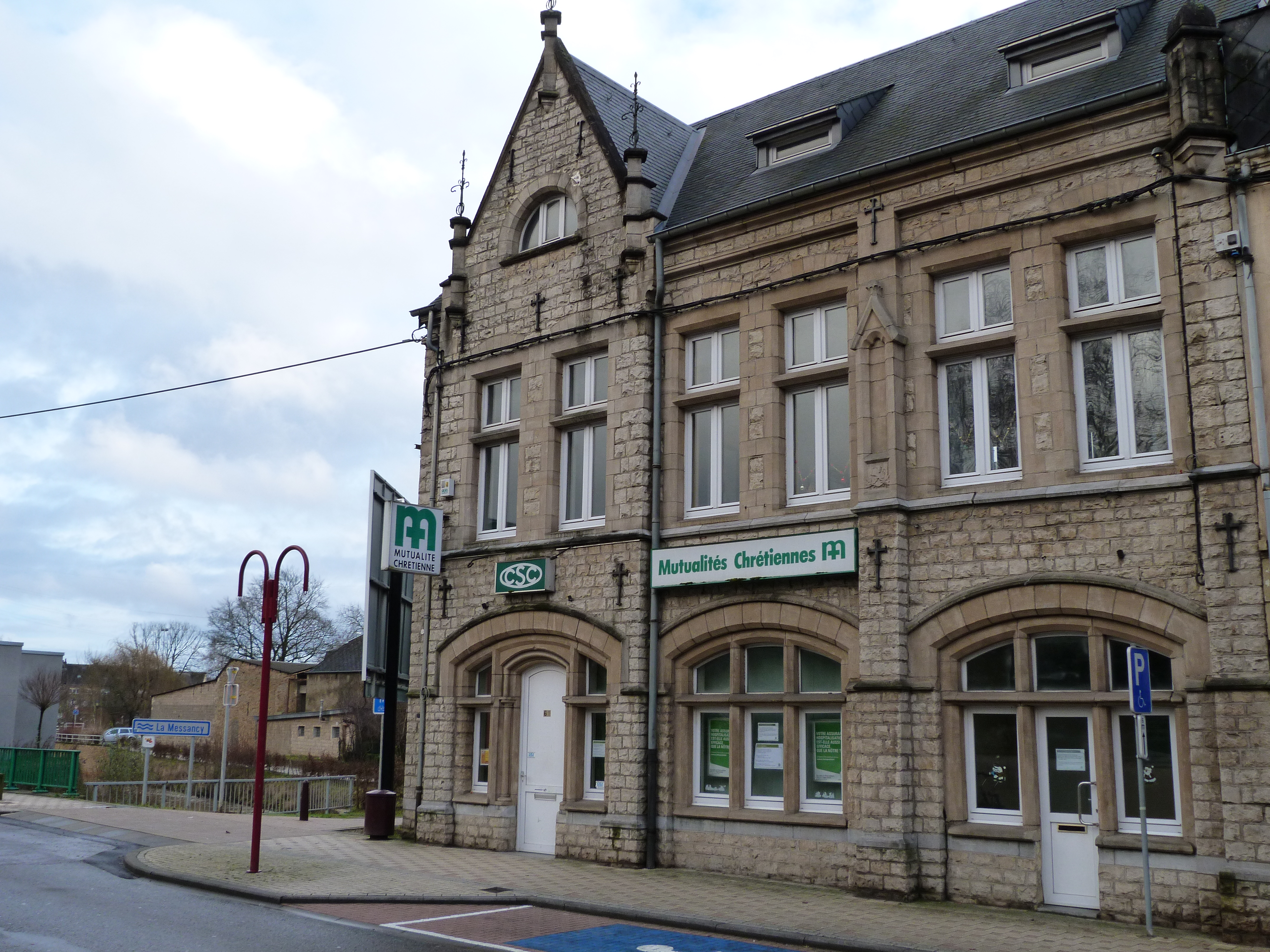
A treia primărie din Athus, situată pe Grand-Rue. Astăzi găzduiește o agenție de asigurări.

După mai multe îmbunătățiri aduse furnalului din Athus, proprietarii acestuia, Fernand și Hippolyte d'Huart, decid să creeze o adevărată uzină siderurgică în oraș. Astfel ia naștere Uzina din Athus, pe 25 iulie 1872, sub denumirea oficială de Société Anonyme des Hauts Fourneaux d'Athus. Este începutul epocii de aur. Treptat, siderurgia capătă amploare, ceea ce duce la o abandonare tot mai accentuată a agriculturii. „Pământul pentru fier” ia locul „pământului pentru grâu”. Încetul cu încetul, ia contur un Athus comercial, satul se îmbogățește și își construiește notorietatea. Numeroase cafenele, magazine și tot felul de comerțuri încep să se înșire de-a lungul arterei principale (Grand-Rue – Rue de Rodange).
În 1870, Athus numără 613 locuitori și începe să devină mai important decât vecina sa, Aubange. Locuitorii din Athus lansează atunci ideea de a se desprinde de aceasta și de a crea propria comună. Acest lucru se va realiza pe 6 iunie 1878. Localitatea devine astfel o comună de sine stătătoare. Primele alegeri comunale se organizează pe 29 octombrie 1878. Prima ședință a consiliului local are loc pe 13 martie 1879, sub conducerea primului primar al Athusului: Jean-Baptiste Arend. Primăria era situată atunci pe Rue du Centre (astăzi transformată în școală). În același an are loc primul târg săptămânal, iar un an mai târziu apare a doua școală, de data aceasta o școală liberă.
În 1891, se construiește pe Grand-Rue o „închisoare de trecere”, iar primul post de poliție ia ființă în 1899 în cartierul Pesch, fiind urmat în scurt timp de un post de jandarmerie. În 1913, primăria se mută câțiva metri mai departe, în actualul centru cultural. Un nou sediu va fi construit pentru funcțiile comunale în 1928, pe Grand-Rue, lângă podul peste râul Chiers (astăzi sediul unei agenții mutuale). Aceasta va fi cea de-a treia primărie a Athusului. Aici va fi disponibil și primul telefon public.

### Cele două războaie mondiale și ocupația

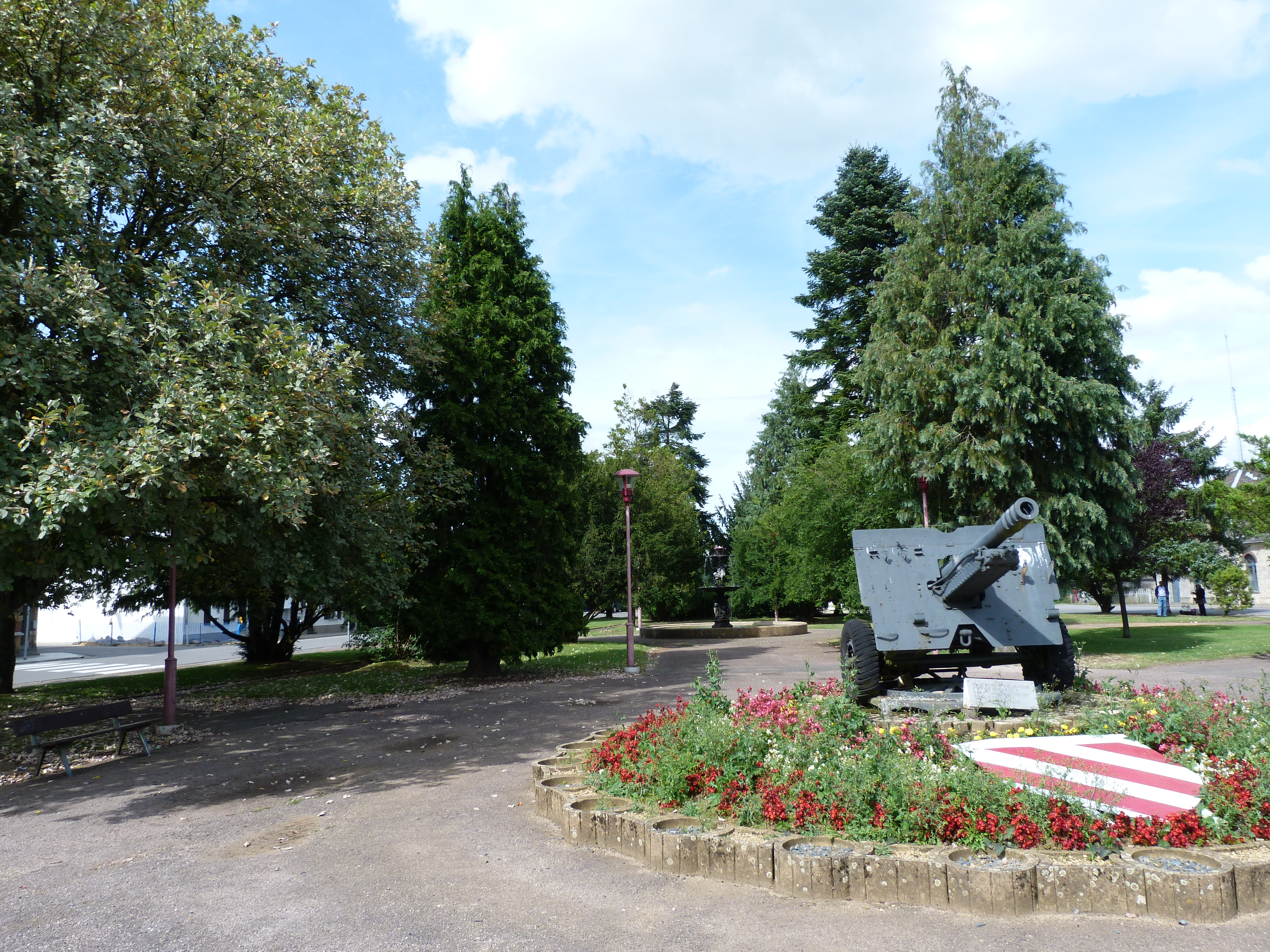
Un obuzier din Al Doilea Război Mondial tronează ca monument comemorativ în Place des Martyrs, în fața gării.

Athus și uzina sa au fost ocupate de germani în timpul Primului Război Mondial. Uzina a găzduit atunci prizonieri ruși aduși să lucreze acolo, după cum atestă unele fotografii de epocă.
Aceeași situație s-a repetat și în timpul celui de-Al Doilea Război Mondial. Orașul a fost ocupat încă din prima zi a invaziei, pe 10 mai 1940, de către naziști, și nu a fost eliberat decât pe 6 septembrie 1944, de către trupele americane sosite din vest (dinspre Virton, Musson, apoi Aubange), pe actuala șosea națională 88, care va fi redenumită „avenue de la Libération” (avenue a eliberării) pe porțiunea care pătrunde în oraș.
Printre numeroasele distrugeri cauzate de al Doilea Război Mondial se numără și cea a cazărmii pompierilor (situată în cartierul Pesch) în mai 1940, distrusă de obuze franceze provenind de pe linia Maginot. Aceasta a fost reconstruită în 1942. Pasarela feroviară a fost și ea distrusă de germani în prima zi a invaziei, apoi reconstruită de pionieri tirolezi. De asemenea, două dintre clopotele bisericii Saint-Étienne au fost furate de germani spre sfârșitul războiului — cel mai mare pe 13 iulie 1944, iar cel mediu a doua zi — cu intenția de a fi trimise în Germania pentru a fi topite și reutilizate în sprijinul efortului de război. Acestea au fost însă găsite din întâmplare la Arlon și repuse în turnul bisericii pe 22 septembrie 1944 de către montatorii uzinei.
Mai multe vestigii și monumente comemorative ale războiului pot fi văzute și astăzi în diferite locuri din localitate, cum ar fi în Place des Martyrs (în fața gării), unde se află un obuzier din al Doilea Război Mondial, dar și pe situl fostei uzine, unde un monument aduce omagiu rezistenților locali care s-au baricadat acolo și au fost în cele din urmă executați de germani.
Athus a fost de asemenea una dintre comunele în care se afla unul dintre cele 90 de posturi de alertă de la granița de est a Belgiei, construite înainte de invazia germană și începutul celui de-Al Doilea Război Mondial. Cel din Athus era ultimul din rețea și purta numărul „PA 90”. Primul se afla la Lixhe, de-a lungul Canalului Albert („PA 0”).

### Perioada de după război
Populația Athusului a cunoscut o creștere considerabilă în prima jumătate a secolului al XX-lea, trecând de la 1 550 de locuitori în 1889 la 5 550 în 1947. Numeroși imigranți de origine italiană, în special, au sosit în masă pentru a lucra în uzină. Totuși, dezvoltarea comercială nu s-a putut realiza pe deplin decât după deschiderea completă a barierelor vamale. În acest context de piață comună a muncitorilor din siderurgie și a lucrătorilor transfrontalieri, Athus își găsește vocația de oraș industrial și comercial, grație în special gării sale feroviare, situată — asemenea orașului — la intersecția a trei granițe: cu Franța și Marele Ducat al Luxemburgului.
Este o perioadă de înflorire pentru localitate, în care se amestecă negustori și muncitori, burghezi și țărani. Încep să apară numeroase comerțuri și servicii de tot felul, printre care mai multe hoteluri, două cinematografe (le Palace și le Conty), precum și câteva magazine mari care atrag o clientelă înstărită din întreaga regiune (de exemplu, magazinul Hachel...). În 1945 se propune construirea unei noi biserici cu 1 500 de locuri, proiect estimat la 2,5 milioane de franci belgieni, dar acesta nu se va concretiza niciodată. În locul său, se va decide construirea Athénée Royal d’Athus (Liceul Regal din Athus), care va fi inaugurat în 1949.
Orașul va cunoaște o dezvoltare importantă în timpul Les Trente Glorieuses (cele 30 de ani de prosperitate postbelică), sub conducerea primarului Jean Gillet, care va contribui semnificativ la urbanizarea și renumele său. Mai multe cartiere vor fi construite în timpul mandatului său (precum cartierele rezidențiale Dolberg și cité sociale du Home Lorrain), iar localitatea va primi blazonul său oficial printr-un decret regal la 20 ianuarie 1956. În 1972, populația atinge apogeul, depășind 7 500 de locuitori.

### Declinul și epoca contemporană

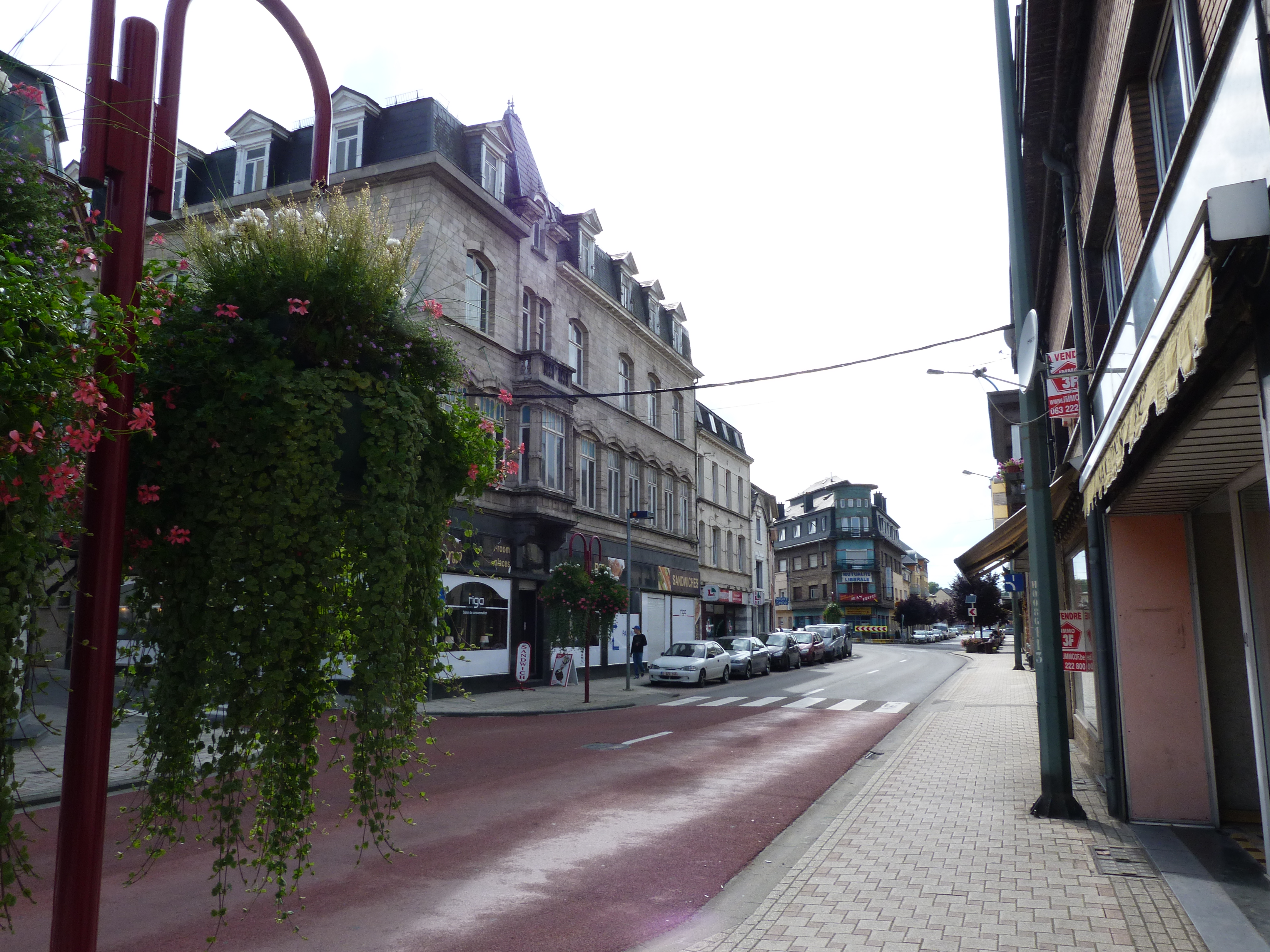
Grand-Rue, strada principală a orașului

Deschiderea granițelor a avut și un revers: creșterea prezenței piețelor externe și intensificarea concurenței în sectorul industrial, în special în siderurgie. În acest context, uzina din Athus este nevoită să își închidă porțile la 5 septembrie 1977, în ciuda numeroaselor mișcări sindicale care nu au reușit să evite această decizie. Ea devine astfel prima mare uzină siderurgică din Regatul Belgiei care se închide, marcând începutul declinului acestui sector în nordul Europei.
Orașul nu și-a revenit niciodată pe deplin din această pierdere, căci și-a văzut suprimată principala sursă de venit. Numeroase magazine și mici afaceri au fost obligate să își închidă porțile, iar o parte semnificativă a populației a părăsit orașul în căutarea unui loc de muncă. În urma acestui eveniment tragic, s-a născut dorința de a menține Athusul viu, prin atragerea de investitori și companii mari străine, în special prin intermediul intercomunalității IDELUX. A fost astfel creat Pôle européen de développement (Polul european de dezvoltare – P.E.D.), dar, din păcate, acesta nu a reușit să redea regiunii dinamismul de altădată din perioada siderurgică.
Tot în anul 1977, Belgia a început procesul de fuziune a comunelor. Având în vedere legăturile istorice strânse cu Aubange, Athus a fost reunit administrativ cu aceasta și cu alte două localități învecinate, Halanzy și Rachecourt, pentru a forma actuala comună Aubange.
Datorită apropierii de Marele Ducat al Luxemburgului, Athus a devenit, în bună măsură, un oraș-dormitor pentru numeroși lucrători transfrontalieri. Totuși, mai multe afaceri locale au reușit să supraviețuiască, iar în ultimii ani se observă o voință politică clară de a revitaliza această fostă localitate muncitorească. Populația este într-o ușoară creștere, în parte și datorită unui aflux important de străini (care reprezintă în prezent aproximativ o șeptime din totalul locuitorilor).

## Demografie
La 1 ianuarie 2020, Athus număra 7 757 de locuitori, fiind cea mai populată localitate a comunei Aubange, reunind aproape jumătate din populația totală a acesteia (17 075 de locuitori).
Athus se află, de asemenea, în centrul unei aglomerări urbane transfrontaliere cu 127 622 de locuitori: aglomerarea transfrontalieră a Polului European de Dezvoltare.
Graficul următor prezintă evoluția numărului de locuitori din localitate începând cu anul 1570, data primului recensământ cunoscut.

## Patrimoniu

### Parcul zoologic

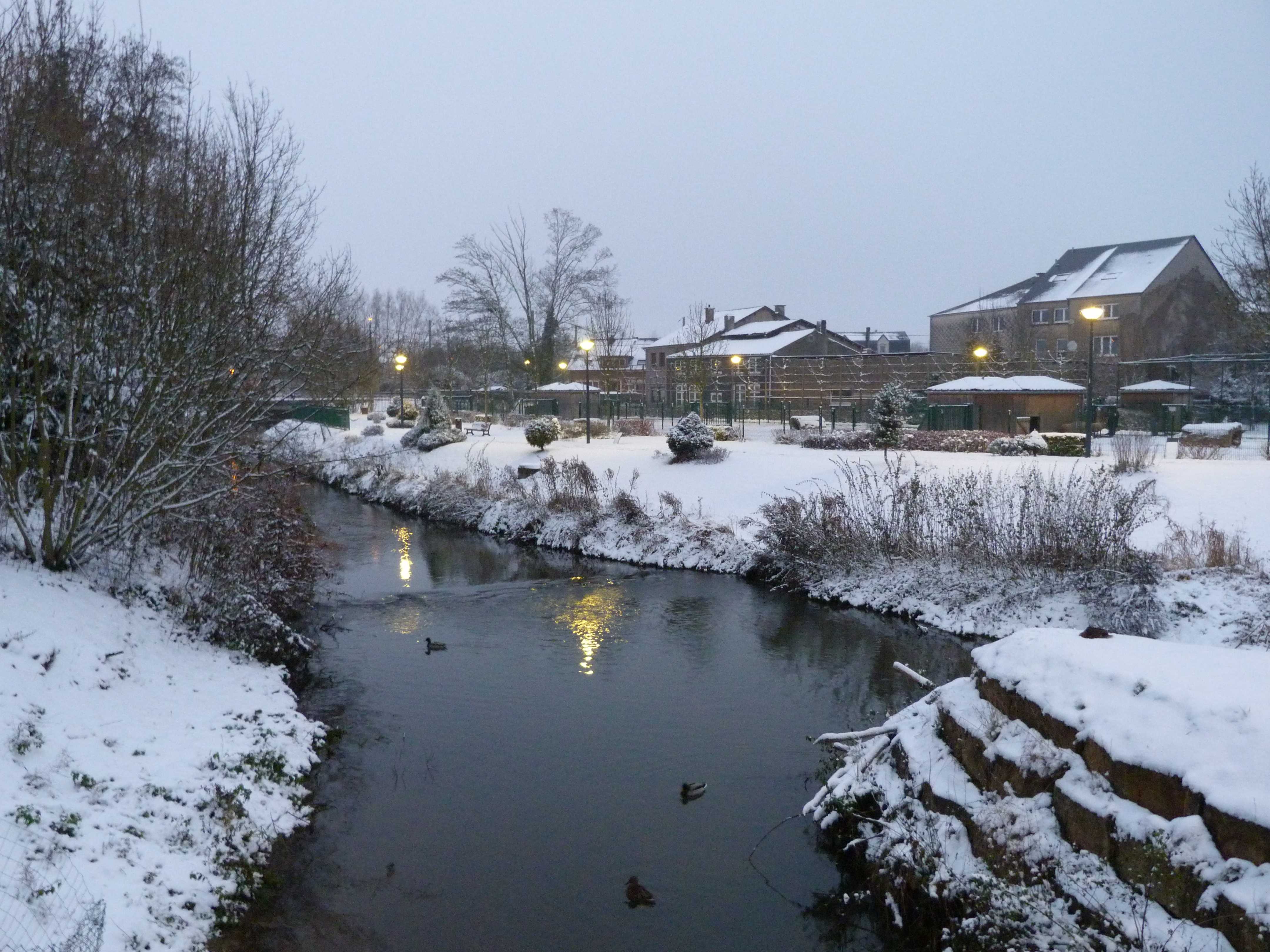
Parcul zoologic și insula artificială de pe râul Messancy, acoperite de zăpadă.

Situat în inima orașului, parcul zoologic din Athus a fost creat în același timp cu parcul public ce urmează cursul Messancyului, la începutul anilor 2000. Aici trăiesc, în țarcuri, specii de animale foarte diferite, precum cerbi lopătari, capre, oi, gâște sau diverse specii de păsări. Accesul este liber, dar supus programului de funcționare al parcului. De asemenea, în parc se află o zonă de joacă pentru copii.

### Crassierul
Astăzi, unul dintre rarele vestigii rămase din fosta uzină și din activitățile conexe este ceea ce localnicii numesc „Crassierul”. Este, de fapt, o haldă de zgură situată de-a lungul râului Chiers, care servea în trecut drept groapă de deversare pentru zgura topită inutilizabilă. Aceste deșeuri erau aduse din uzine (în special cea din Athus, dar și cea din Rodange) de trenuri formate din vagoane basculante, care descărcau sute de kilograme de materie incandescentă. Cei mai vârstnici din Athus povestesc că spectacolul nocturn era impresionant, cerul colorându-se în portocaliu și galben sub o ușoară perdea de fum.
Astăzi se poate face o plimbare pe unul dintre aceste crassiere, în special cel al uzinei din Rodange, care se întinde de-a lungul unui drum ce urmează cursul Chiers și leagă Athus de orașul Pétange, de cealaltă parte a frontierei. Aici pot fi admirate aceste movile ce seamănă cu faleze sculptate de vânt, peste care natura și-a recâștigat treptat teritoriul – martori rari ai trecutului siderurgic atât de important pentru regiune și pentru oraș.

## Transporturi

### Căi ferate
Gara din Athus este situată pe două linii ale rețelei feroviare belgiene SNCB: linia 167 spre Arlon și linia 165 spre Bertrix și Namur (cunoscută și sub numele de „Athus - Meuse”). Este de asemenea conectată la rețeaua feroviară din Luxemburg, în direcția Rodange, iar un proiect de reconectare cu orașul Longwy (Franța) este prevăzut. La fel ca orașul, gara a fost puternic afectată de închiderea uzinei siderurgice. Traficul de călători era mult mai intens înainte de 1977, în anii de glorie ai orașului.
Liniile de călători actuale:
- Linii SNCB:
  - relația omnibus: Arlon – Messancy – Athus – Aubange – Halanzy – Virton – Bertrix – Libramont
- Linii CFL:
  - relația: Athus – Luxemburg

### Șosele
Athus este deservită de A28, care devine N81 până la Arlon, spre nord. De acolo, se face legătura cu autostrada E411, către Bruxelles și Luxemburg, la nodul rutier Weyler (ieșirea 32). Spre sud, drumul continuă până la nodul cu E42, în direcția Metz și Nancy, la Guénange (Franța), schimbându-și denumirea după graniță în N52, apoi A30.
Orașul este de asemenea traversat de N88, care leagă Florenville de Pétange (la granița luxemburgheză), și este mărginit la sud de N830 — denumită Avenue de l'Europe —, o variantă de ocolire a orașului. Aceasta este prelungirea autostrăzii A13, care duce într-o direcție spre Esch-sur-Alzette (și Luxemburg), iar în cealaltă spre Mont-Saint-Martin (Franța).
Datorită poziției sale geografice, Athus este tranzitat zilnic de sute de navetiști transfrontalieri provenind din Lorena belgiană și îndreptându-se spre Luxemburg, ceea ce provoacă frecvent probleme de trafic în centrul orașului.

## Personalități
- Albert Claude (1899–1983), om de știință laureat al Premiului Nobel pentru fiziologie sau medicină în 1974, și-a petrecut copilăria la Athus.
- Edmond Dune⁠(d) (1914–1988), poet și scriitor, s-a născut aici.
- Hubert Juin (1926–1987), scriitor, poet, romancier și critic literar belgian de expresie franceză, s-a născut la Athus.